# Théorie des organisations
 (1er juillet 2016).
Pour les articles homonymes, voir Théorie des organisations (homonymie).
La théorie des organisations (Organizational theory) est une discipline qui étudie les organisations, aussi bien marchandes que non-marchandes, dans toutes leurs diversités (entreprise, hôpital, syndicat, association, administration, conventions, ...) pour en analyser le fonctionnement, la structure et le développement à des fins de meilleure compréhension, en vue le cas échéant d'être en mesure de proposer leur correction ou amélioration.
La discipline est située à la limite entre l'économie des organisations, la sociologie des organisations, la science politique, et les sciences de gestion.
Les grands thèmes de cette discipline sont le pouvoir, les relations et rapports sociaux, l'analyse des configurations et la communication dans les groupes. Son développement a suivi les évolutions politico-sociales du XXe siècle, s'articulant selon les auteurs autour d'études empiriques ou de travaux largement théoriques.
En économie, on étudie l'ensemble des arrangements institutionnels permettant la mise en œuvre de la production et l'échange de biens et de services. Dans un sens plus restreint, l'économie des organisations consiste dans l'étude de l'organisation comme entité économique spécifique, l'entreprise étant l'organisation analysée de manière privilégiée.

## Les voies d'approche et d'analyse des organisations
Selon Yves-Frédéric Livian, « plusieurs voies sont possibles pour approcher les organisations. »
Leur analyse a fait l'objet de nombreuses théories. Livian utilise l'approche de Gareth Morgan qui prend des images qui servent d’analogies.
| Type                     | Image essentielle : l'organisation est ...                                                                  | Métaphore                                                        | Auteurs et dates-clés                                                   | Vocabulaire                                                    | Domaines de gestion influencés                |
| ------------------------ | --- | ---------------------------------------------------------------- | ----------------------------------------------------------------------- | -------------------------------------------------------------- | --------------------------------------------- |
| Machine                  | Un mécanisme dont les rouages doivent être huilés, et où chacun doit être à sa place                        | Mécanique                                                        | Frederick Taylor (1911), Henri Fayol (1916), Max Weber (1923)           | Maîtrise, contrôle, rouage, pilotage                           | Production, contrôle de gestion, comptabilité |
| Organisme vivant         | Un système qui s'adapte à son environnement                                                                 | Biologique                                                       | L. von Bertalanffy (1951), J. Melese                                    | Cellule, système                                               | Informatique, Organisation, Marketing         |
| Cerveau                  | Un cerveau qui rassemble et traite de l'information et commande les organes                                 | Biologique et Cybernétique                                       | Herbert Simon (1947), S. Beer (1972)                                    | Système nerveux, connexions, rétroaction                       | Informatique, Système d'information           |
| Culture                  | Un groupe, un peuple qui secrète des valeurs communes et qui crée des liens d'appartenance                  | Anthropologique                                                  | E Schein (1982)                                                         | Culture d'atelier, d'entreprise, tribus, mythes et héros       | Gestion des Hommes, communication             |
| Système politique        | Un lieu de gouvernement où les individus s'allient et s'opposent dans la défense de leurs intérêts          | Pouvoir, gouvernement, acteurs, intérêts, influences, stratégies | James March et Herbert Simon (1958), Michel Crozier et Friedberg (1977) | Direction générale, gestion des hommes, stratégie d'entreprise |                                               |
| Prison mentale           | Un lieu où le psychisme humain se manifeste, où les passions s'expriment, créateur de plaisir et d'angoisse | Psychologique                                                    | Elliott Jaques (1951), M Pages, E Enriquez (1974)                       | Dépendance, stress, pulsion, inconscient, bouc émissaire       | Gestion des Hommes, Management                |
| Instrument de domination | Un outil au service d'une oligarchie, qui cherche à reproduire sa domination                                | Politique                                                        | R. Michels (1911), H Braverman                                          | Caste, domination, pouvoir                                     | Relations sociales                            |
| ————————                 | ———————— | ————————                                                         | ————————                                                                | ————————                                                       | ————————                                      |

Henri Mintzberg a cherché à synthétiser ce qui avait été produit dans le champ de l’étude des organisations. Il arrive pour sa part à une typologie en 7 familles : la structure simple, la bureaucratie mécaniste, la bureaucratie professionnelle, la structure divisionnalisée, l’adhocratie et l’organisation de pouvoir. 

## Paradigmes de la théorie des organisations

### Influence des courants de la théorie des organisations
Différents paradigmes ont influencé cette discipline :
- l'utilitarisme ;
- les modèles d'organisation scientifique du travail, de taylorisme ;
- l'analyse stratégique ;
- le paradigme culturel ;

L'économie des organisations a pour objectif d'améliorer la prise de décision au sein de l'organisation.
La sociologie des organisations a pour objectif d'améliorer la connaissance du comportement d'un groupe d'individus formant l'organisation.
Pour atteindre ces objectifs différents, ces domaines peuvent utiliser les postulats suivants qui réalisent les simplifications nécessaires aux analyses :

### Postulats des courants en économie des organisations
- Approche classique : Individualisme méthodologique et macroéconomique, étalon de mesure : valeur travail, rationalité des agents : homo œconomicus (recherche intérêt personnel) et suivent une main invisible, autorégulation par le marché, concurrence pure et parfaite. (Il faut se référencer a W.Taylor)

- Approche néoclassique : Individualisme méthodologique et microéconomique, étalon de mesure : valeur utilité ou profit, production réalisée à l'aide du facteur travail et capital, rationalité des agents : homo œconomicus (recherche intérêt personnel) et suivent une main invisible, autorégulation par le marché, concurrence pure et parfaite.

- Théorie des coûts de transaction :Individualisme méthodologique et paradigme institutionnaliste (microéconomique), étalon de mesure : contrats, rationalité limitée des agents...

- Théorie de l'agence : Approche ressource, Théorie des compétences (Cœur de compétence) :

- Approches évolutionnistes : Individualisme méthodologique et paradigme biologique, étalon de mesure : routines, rationalité limitée des agents, les routines sont considérées comme des gènes transmissibles, les motivations des individus n'impliquent pas le succès ou la survie de l'organisation. Du fait de l'incertitude, il n'est pas possible de maximiser les prises de décisions qui forment l'organisation de l'entreprise.

- École de la régulation: Holisme méthodologique et paradigme institutionnaliste (macroéconomique)...

- Économie des conventions : Individualisme méthodologique et paradigme institutionnaliste (microéconomique), étalon de mesure : conventions, rationalité limitée des agents...

### Postulats des courants en sociologie des organisations
Approches classiques :
- Théorie institutionnelle
- École sociotechnique
- École de la contingence
- Théorie de l'acteur stratégique
- Théorie de la régulation sociale
- Identité (sciences sociales)

Approches culturelles :
- Approches macrosociologiques
- Approche mixte

Approches psychosociologiques :
- Théorie de l'identité sociale
- Théorie de l'échange social

Approches récentes :
- Économies de la grandeur
- Économie des conventions
- Sociologie de la traduction
- Sociologie des logiques d'action
- Staff and Line